# 本仙寺
本仙寺（ほんせんじ）は、埼玉県朝霞市にある日蓮宗の寺院。

## 歴史
1532年（天文元年）、日宣の開基である。「日蓮大聖人二百五十年遠忌」記念として、日宣が日純を開山として迎えたといわれているが、一説では日宣と日純は同一人物としている。また旧所在地や境内の発掘調査では、天文以前の遺物が出土しており、当寺の創建はそれよりも遡る可能性がある。
当初は「本善寺」と称していた。明治期に「日蓮大聖人六百年遠忌」記念として、現在地に移転した。

## 交通アクセス
- 路線バス東円寺停留所より徒歩6分。